# Municipio de Grafton (Dakota del Norte)
El municipio de Grafton (en inglés: Grafton Township) es un municipio ubicado en el condado de Walsh en el estado estadounidense de Dakota del Norte. En el año 2010 tenía una población de 288 habitantes y una densidad poblacional de 3,25 personas por km².

## Geografía
El municipio de Grafton se encuentra ubicado en las coordenadas 48°24′45″N 97°28′23″O / 48.41250, -97.47306. Según la Oficina del Censo de los Estados Unidos, el municipio tiene una superficie total de 88.59 km², de la cual 88,59 km² corresponden a tierra firme y (0 %) 0 km² es agua.

## Demografía
Según el censo de 2010, había 288 personas residiendo en el municipio de Grafton. La densidad de población era de 3,25 hab./km². De los 288 habitantes, el municipio de Grafton estaba compuesto por el 96,88 % blancos, el 0,35 % eran amerindios, el 1,04 % eran asiáticos, el 1,74 % eran de otras razas. Del total de la población el 4,51 % eran hispanos o latinos de cualquier raza.